# Igor Aleksander
Igor Aleksander FREng (Zagreb, 26 de janeiro de 1937) é um professor emérito de Engenharia de Sistemas Neurais do Departamento de Engenharia Elétrica e Eletrônica do Imperial College London. Trabalhou com inteligência artificial e redes neurais e o primeiro padrão de reconhecimento de sistemas neurais na década de 1980.

## Publicações selecionadas
Livros
- 1975, I.Aleksander,F.Keith Hanna, Automata Theory: An Engineering Approach New York: Crane Russak, London: Edward Arnold.
- 1996, Impossible Minds: My neurons, My Consciousness published by Imperial College Press ISBN 1-86094-036-6.
- 2000, How to Build a Mind, London: Weidenfeld and Nicolson
- 2005, The World in My Mind, My Mind In The World: Key Mechanisms of Consciousness in Humans, Animals and Machines published by Imprint Academic, ISBN 1-84540-021-6.

Artigos
- 1994, K. Warwick. "Weightless brains", Review of Neurons and Symbols by Igor Aleksander and Helen Morton, The Times Higher Educational Supplement, p. 31, February (1994)
- 1996, N. Sales, R. Evans, I. Aleksander. "Successful naive representation grounding", in: Artificial Intelligence Review, vol. 10,no.1-2, pp. 83–102.
- 1997, I. Aleksander, C. Browne, R. Evans, N. Sales, "Conscious and Neural Cognizers: A Review and Some Recent Approaches", in: Neural Networks, Vol. 10, No. 7, pp 1303–1316.
- 1997, Evolutionary Checkers in: Nature, Vol. 402, Dec. 1999, pp857–860.
- 2003, "Axioms and Tests for the Presence of Minimal Consciousness in Agents", in: Journal of Consciousness Studies
- 2008, "Machine consciousness", Scholarpedia 3(2):4162.